# Гута-Древняна
Гута-Древняна (пол. Huta Drewniana) — село в Польщі, у гміні Кобелі-Великі Радомщанського повіту Лодзинського воєводства.
Населення — 254 особи (2011).
У 1975—1998 роках село належало до Пйотрковського воєводства.

## Демографія
Демографічна структура станом на 31 березня 2011 року:
|          | Загалом | Допрацездатний вік | Працездатний вік | Постпрацездатний вік |
| -------- | ------- | ------------------ | ---------------- | -------------------- |
| Чоловіки | 126     | 23                 | 91               | 12                   |
| Жінки    | 128     | 26                 | 69               | 33                   |
| Разом    | 254     | 49                 | 160              | 45                   |